# Seznam brazilskih maršalov
Seznam brazilskih maršalov.

## B
Humberto de Alencar Castelo Branco - 

## C
Artur da Costa e Silva - 

## F
Manuel Deodoro da Fonseca - 
Hermes Rodrigues da Fonseca - 

## M
João B. Mascarenhas de Morais - 

## P
Floriano Peixoto - 